# 고나브 미판

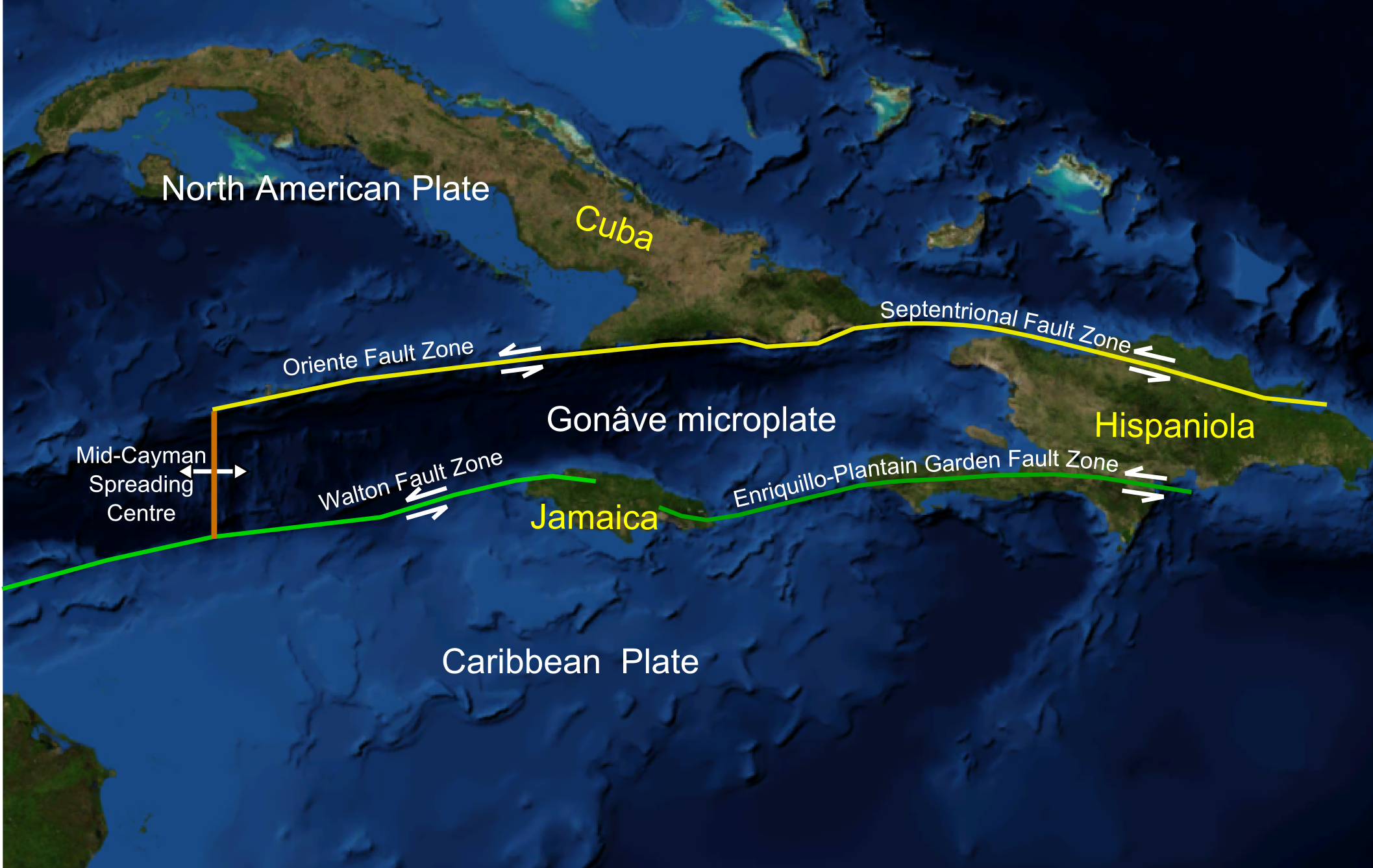
고나브 미판. 북쪽이 셉텐트리오날-오리엔트 단층, 남동쪽이 엔리퀼로-플렌테인 가든 단층. 남서쪽이 월튼 단층, 서쪽이 케이맨 미드 해령

고나브 미판(Gonâve Microplate)은 카리브해 북쪽, 북아메리카판과 카리브판의 경계를 형성하는 소규모의 미판(Microplate)이다.

## 개요
고나브 미판은 동쪽의 히스파니올라섬에서 쿠바 남부를 지나 서쪽의 케이맨 제도 부근까지 이어지는, 동서 길이 1100km의 미판으로 북아메리카판과 카리브판을 구분한다.

## 판의 경계

### 북쪽
고나브 미판의 경계는 케이맨 해령에서 히스파니올라섬 남부까지 이어지는 일련의 단층들로 구성되어 있다. 북아메리카판과 접하는 고나브 미판의 북쪽 경계는 연장 950km, 히스파니올라섬 북쪽과 케이맨 해령을 연결하는 셉텐트리오날-오리엔트 단층(en:Septentrional-Oriente fault zone)이다.

### 남쪽
카리브판과 접하는 고나브 미판의 남쪽 경계는 히스파니올라섬 남부와 자메이카를 잇는 엔리퀼로-플렌테인 가든 단층(en:Enriquillo–Plantain Garden fault zone) 및 월튼 단층(Walton fault zone)이다. 이 단층은 도미니카 공화국의 엔리퀼로 계곡에서 시작해, 아이티를 지나, 자메이카 동부까지 뚜렷한 선구조(geomorphic lineament)를 형성하고 있다. 이 단층에서 나타나는 선형성 및 인리형 분지 등은 단층이 좌수향(left-lateral) 주향 이동 단층임을 보여준다. 2010년 아이티 지진 등을 일으킨 단층이다. 자메이카 서부에서 케이맨 해령까지는 해저의 월튼 단층(Walton fault zone)으로 이어져 있다.

### 서쪽
고나브 미판의 서쪽 경계는 케이맨 중앙 해령(Mid-Cayman Spreading Center;MCSC)이라 불리는 발산형 경계이며, 확장 속도는 1년에 15~20mm이고, 해양 지각의 샘플과 자기 이상, 정단층성 지진 등을 통해 그 존재가 확인된다. 북동쪽은 오리엔트(Oriente) 단층, 남서쪽은 스완섬 변환단층(Swan Island transforms)이, 남동쪽은 월튼(Walton) 단층이 자메이카로 이어진다.